# Weronika Idczak
Weronika Maria Idczak, po mężu Gajda (ur. 27 stycznia 1989) – polska koszykarka występująca na pozycji rozgrywającej, obecnie zawodniczka BC Polkowice.
Mierzy 175 centymetrów. Reprezentantka kraju w kategoriach młodzieżowych; w 2009 roku zadebiutowała w kadrze seniorek. W PLKK zadebiutowała w 15 stycznia 2005 roku w meczu z Ostrovią Ostrów.
Jest wychowanką Olimpii Poznań. W latach 2004–2011 grała w ekstraklasowym zespole AZS Poznań, grając w rozgrywkach młodzieżowych wciąż dla Olimpii.
Mąż Weroniki także grał w koszykówkę, występował w PKK'99 Pabianice i oraz ŁKS Łódź. Po zakończeniu kariery zawodniczej pracował jako sędzia Polskiego Związku Koszykówki.
31 stycznia 2017 podpisała umowę z CCC Polkowice. 23 maja 2018 podpisała kolejną umowę z drużyną z Polkowic.

## Osiągnięcia
Stan na 16 marca 2024, na podstawie, o ile nie zaznaczono inaczej.
Drużynowe
- Mistrzyni:
  - Polski (2018[7], 2019[8], 2022[9], 2024[10])
  - Polski U-20 (2006)
- Wicemistrzyni Polski (2021, 2023)[11][12]
- Brązowa medalistka mistrzostw Polski (2012[13], 2017[14])
- Zdobywczyni:
  - Pucharu Polski (2019[15], 2022[16], 2023[17], 2024[18])
  - Superpucharu Polski (2021[19], 2022[20])
- Finalistka Pucharu Polski (2020, 2021)[21][22]

Indywidualne
- MVP mistrzostw Polski juniorek starszych (2006)
- Najbardziej energetyczna zawodniczka EBLK (2018)[23]
- Powołana do udziału w meczu gwiazd PLKK (2010, 2011 – nie wystąpiła, 2012, 2014)
- Liderka PLKK/OBLK w[24]:
  - asystach (2021 – całego sezonu, włącznie z play-off, 2024 – 6,9)
  - przechwytach (2013)
- Zaliczona I składu mistrzostw Polski U–20 (2006)

Reprezentacja
- Brąz mistrzostw Europy kadetek (U–16 – 2005)
- Uczestniczka:
  - kwalifikacji do Eurobasketu (2013, 2015)
  - Eurobasketu U–18 (2006 – 14. miejsce, 2007 – 4. miejsce)
  - Eurobasketu U–20 (2009 – 5. miejsce)
- Liderka Eurobasketu U-18 w przechwytach (2006)